# Delicias Casco
Delicias Casco är en ort i Mexiko.   Den ligger i kommunen Ocosingo och delstaten Chiapas, i den sydöstra delen av landet, 800 km öster om huvudstaden Mexico City. Delicias Casco ligger 697 meter över havet och antalet invånare är 269.
Terrängen runt Delicias Casco är kuperad åt sydväst, men åt nordost är den bergig. Runt Delicias Casco är det glesbefolkat, med 16 invånare per kvadratkilometer. Närmaste större samhälle är Las Tazas, 9,7 km sydost om Delicias Casco. I omgivningarna runt Delicias Casco växer i huvudsak städsegrön lövskog.